# پشت لاریجان
پشت لاریجان (به لفظ عامیانه : پشت لارجونی) یکی از روستاهای دهستان لواسان کوچک بخش لواسانات در شهرستان شمیرانات استان تهران ایران است.

## جمعیت
جمعیت این روستا بر اساس سرشماری سال ۱۳۸۵ حدود ۱۹ نفر در ۷ خانوار بوده است که قطعاً تا کنون افزایش یافته است.